# Palazzo Nuovo (Stoccarda)
Il Palazzo Nuovo o Residenza (in tedesco Neues Schloss) è stato il palazzo dei duchi, poi divenuti re, del Württemberg. Sorge al centro della città di Stoccarda, capitale del land del Baden-Württemberg, nella Germania meridionale.
Costruito per volere del duca Carlo II Eugenio di Württemberg a partire dal 1744, è l'ultimo grande palazzo cittadino costruito nella Germania meridionale. 
Oggi ospita uffici ministeriali.

## Storia e descrizione

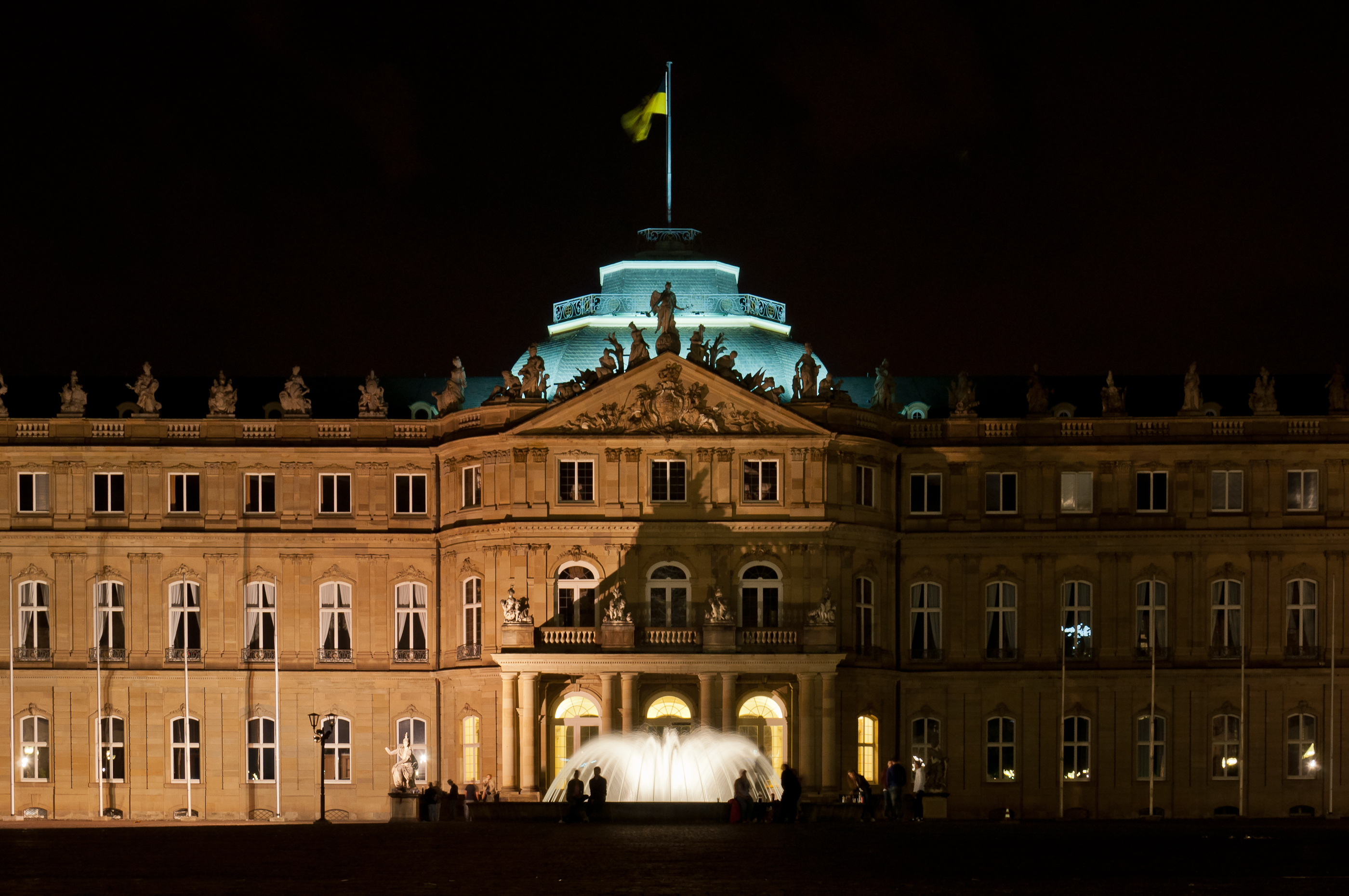
Il corpo centrale.

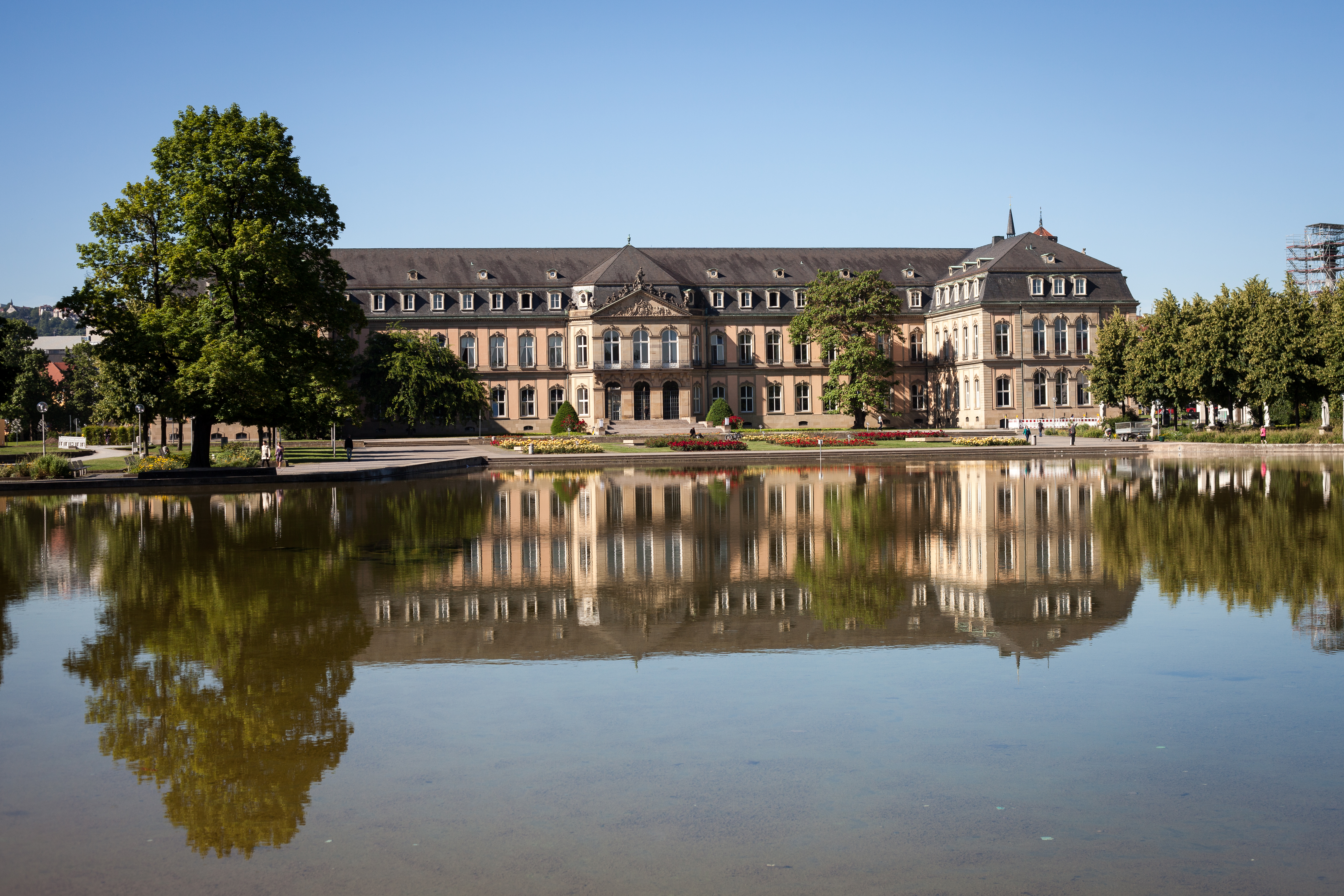
La facciata verso i giardini.

Nel 1737 il duca Carlo I Alessandro di Württemberg morì, lasciò il figlio Carlo II Eugenio, di soli nove anni, a succedergli. Come non era ancora maggiorenne venne inviato alla corte di Federico il Grande, re di Prussia, per essere educato e formato, mentre dei magistrati tenevano la reggenza del ducato del Württemberg.
Nel 1744, all'età di 16 anni, Carlo II Eugenio ritornò a Stoccarda e prese il suo ruolo. In quel periodo la capitale del Ducato era a Ludwigsburg, una cittadina non fortificata 17 chilometri a nord di Stoccarda. Ma Carlo II Eugenio desiderava riportarla a Stoccarla e dunque costruire una nuova residenza adatta al nuovo rango della città visto che il Castello Vecchio era ormai troppo vetusto e inadatto. 
Anche la Dieta del Württemberg spinse fortemente per riportare la capitale a Stoccarda.
La decisione era presa e il progetto venne affidato a Leopoldo Retti, nipote di Donato Giuseppe Frisoni e autore del Castello di Ludwigsburg. Retti previde un grande palazzo a ferro di cavallo orientato nell'asse est-ovest ispirato all'architettura barocca francese, preceduto da una piazza antistante e affacciato su un giardino alla francese posteriore.
La prima pietra venne posa il 3 settembre 1746 e la direzione dei lavori fu subito eseguita da Johann Christoph David Leger in quanto Retti era occupato in un cantiere ad Ansbach fino al 1748. L'anno seguente gli esterni erano terminati, e fino al 1750 si lavorò agli interni.
Tuttavia Retti morì di una malattia sconosciuta il 18 settembre 1751 e gli successe l'architetto parigino Philippe de La Guêpière.
Quest'ultimo apportò le ultime tendenze dalla sua nativa Francia, specialmente dalla Reggia di Versailles. La Guêpière terminò le facciate sul lato della città nel 1756 e in appose la cupola sul corpo centrale nel 1762. Ma purtroppo un incendio sviluppatosi nella notte fra il 13 e il 14 novembre dello stesso anno, distrusse gli interni del lato giardino, che erano stati appena terminati. Il duca spinse per terminare i lavori al più presto e realizzare la Sala Bianca e la Galleria degli Specchi per il suo compleanno dell'11 febbraio 1763. Tuttavia nel 1764 Carlo II Eugenio decise di riportare la capitale a Ludwigsburg, e i lavori del palazzo vennero bruscamente interrotti.

La facciata verso la città.

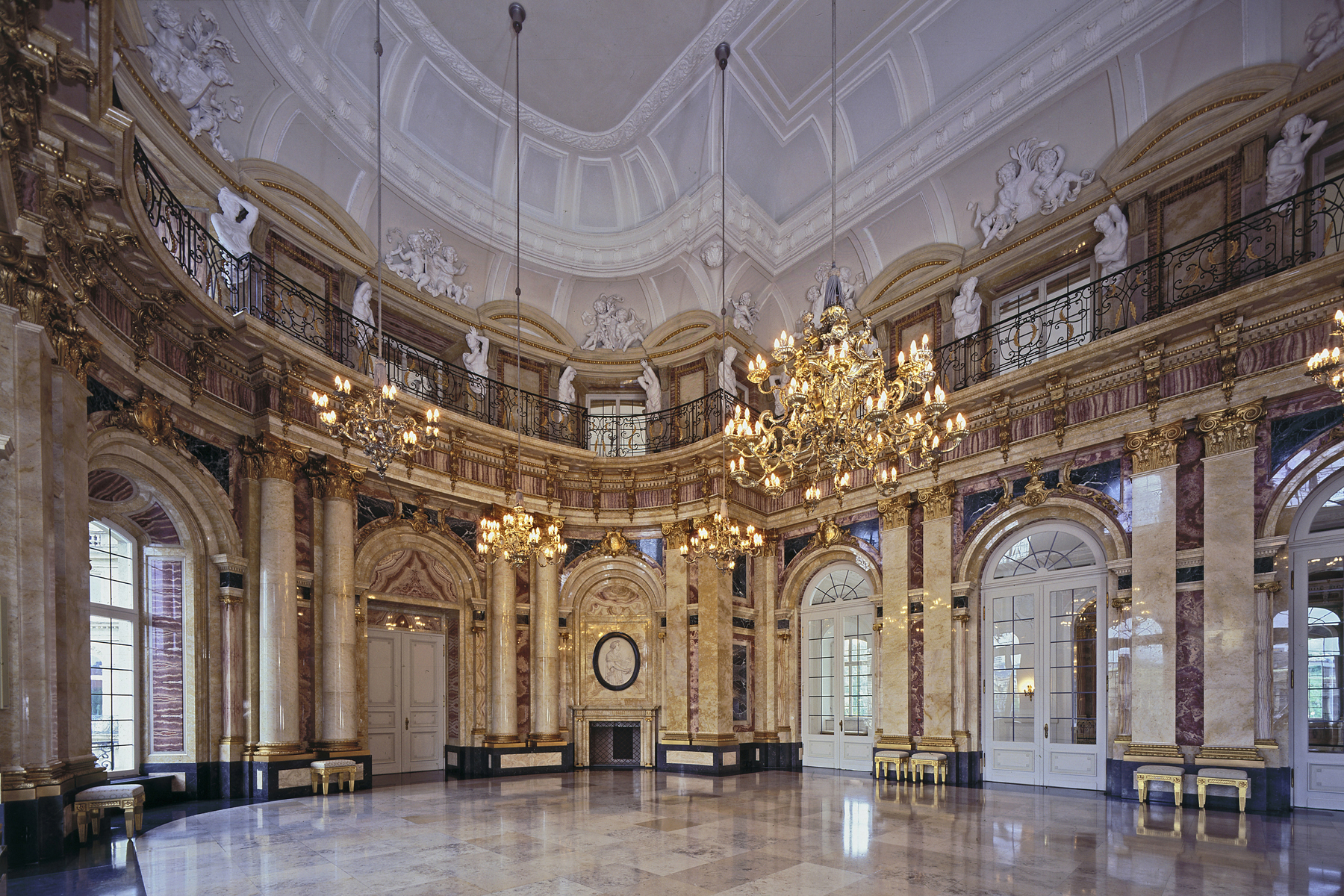
La Sala di Marmo.

Nel 1775 il duca ritorna a Stoccarda e incarica Reinhard Heinrich Ferdinand Fischer di restaurare il Palazzo Nuovo, che ci lavorò fino alla sua morte, nel 1793. Costruì la Sala di Marmo nel padiglione centrale, decorata nella volta da un affresco di Nicolas Guibal; termina l'ala verso la città nel 1789 e quella verso il giardino nel 1791.

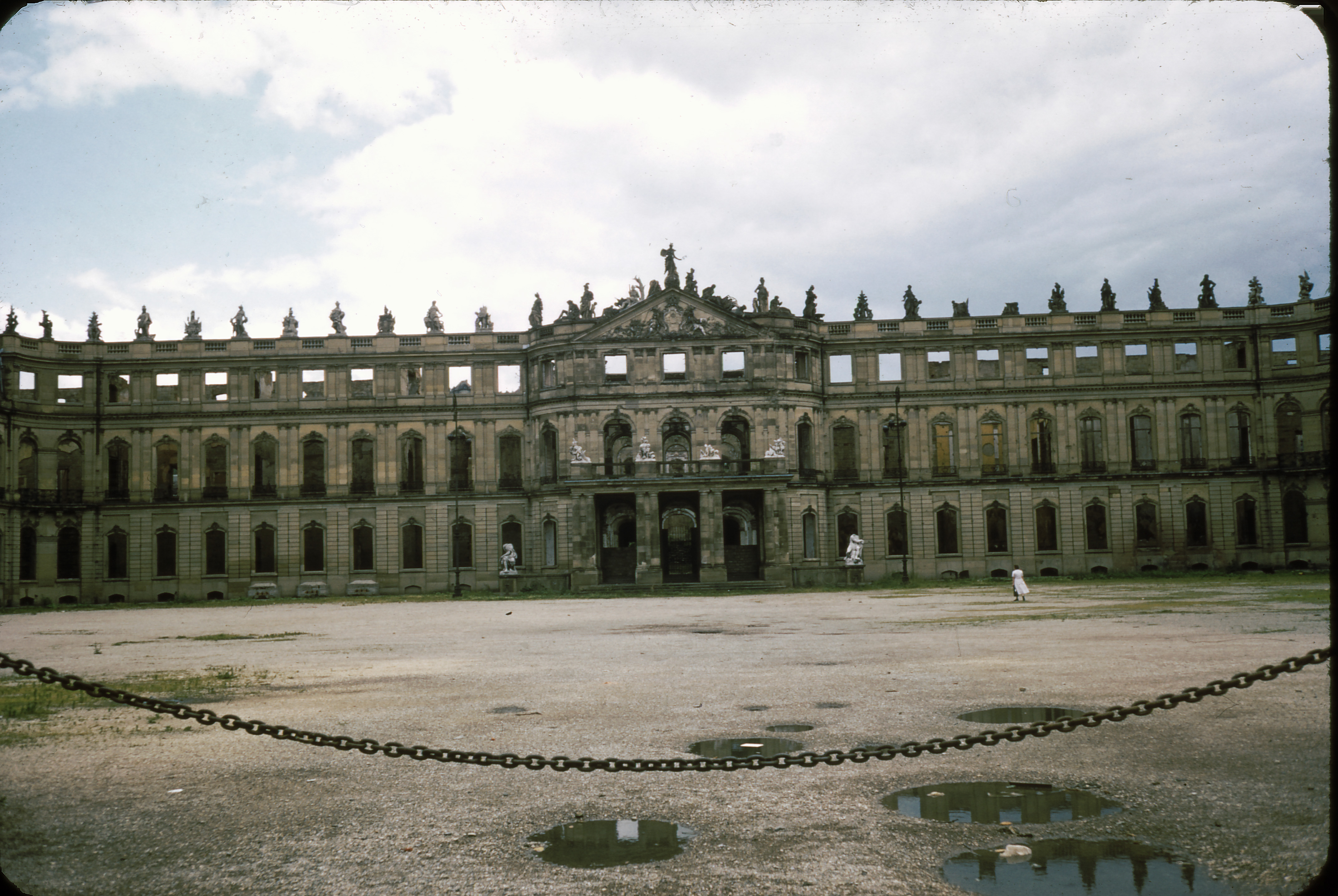
Il castello nel 1956, dopo i bombardamenti e prima della ricostruzione.

Carlo II Eugenio, dunque muore nel 1793, ma la costruzione del palazzo va avanti anche con Federico II Eugenio di Württemberg. Nel 1806 il palazzo era quasi terminato e quando vi venne in visita Napoleone Bonaparte nominò i duchi del Württemberg Re.
Federico I, primo re del Württemberg, fece ridecorare le sale di rappresentanza da Nikolaus Friedrich von Thozuret in stile Impero.
La decorazione degli interni venne di nuovo rinnovata ancora nella metà dell'800.
Quando nel 1918 Guglielmo II di Württemberg abdica il Palazzo Nuovo passa allo Stato e venne aperto per la prima volta al pubblico
Il 5 aprile 1920 Richard von Weizsäcker, futuro presidente della Repubblica Federale Tedesca fra il 1984 e il 1994, nacque in un appartamento sull'attico del palazzo.
Durante la Seconda guerra mondiale, un raid aereo del 21 febbraio 1944 distrugge tutti gli interni e tetti del palazzo. Solo le facciate restano in piedi. I lavori di ricostruzione furono intrapresi solo nel 1958 e terminarono nel 1964.
Oggi il palazzo è sede degli uffici amministrativi del Land del Baden-Württemberg.